# Матчин, Алексей Борисович
Алексей Борисович Матчин — двукратный чемпион СССР по хоккею с мячом.

## Биография
Начал играть в хоккей с мячом в составе «Трёхгорки» в 1938 году.
Участник Великой Отечественной войны.
После демобилизации по ранению вернулся в Москву и продолжил игровую карьеру. Выступал в качестве вратаря в ряде московских клубов по футболу и хоккей с мячом. Как игрок в хоккей с мячом завоевал несколько трофеев.
После окончания игровой карьеры в 1955 году стал заниматься тренерской работой в посёлке Москворечье Московской области. Долгое время занимался судейством.

## Достижения
Чемпион СССР — 1951, 1952 

 Вице-чемпион СССР — 1950, 1954 

 Обладатель Кубка СССР — 1949, 1950, 1951, 1952, 1953 

 Обладатель Кубка РСФСР — 1949, 1950 

 Победитель Спартакиады профсоюзов — 1956 

 Чемпион Москвы — 1949, 1950, 1951, 1952, 1953 

 Обладатель Кубка Москвы — 1949, 1951, 1952, 1953 

Включался в список 22 лучших игроков сезона — 1952 